# Турсунов, Хабиб Турсунович
Хабиб Турсунович Турсунов (9 мая 1913 года, Ташкент — 12 мая 1987 года, Ташкент) — советский учёный-историк, академик АН УзССР, доктор исторических наук, профессор, специалист по новой и новейшей истории Узбекистана.

## Биография
Родился 9 мая 1913 года в Ташкенте в семье служащего.
Трудовую деятельность начал в 1930 году учителем общеобразовательной школы. В 1933 году окончил Ташкентский вечерний педагогический институт. Затем работал учителем, инспектором районного отдела народного образования, ответственным секретарём журнала «Совет педагогигаси», начальником учебно-методического отдела управления школ Народного комиссариата просвещения УзССР. В 1942—1945 годах находился на фронтах Второй мировой войны в качестве политработника.
В 1945—1948 годах Х. Т. Турсунов работал заместителем министра просвещения УзССР, а с 1948 года был аспирантом Академии общественных наук при ЦК КПСС. В 1951—1952 годах он был секретарём ЦК КП Узбекистана, в 1952—1956 годах — директором Института истории и археологии АН УзССР, с 1956 года — заведующим кафедрой истории КПСС Института повышения квалификации преподавателей общественных наук при Ташкентском государственном университете (ныне Национальный университет Узбекистана), с 1969 года — директором этого Института, с 1975 года — ректором ТашГПИ им. Низами, а с 1979 года до последних дней своей жизни — директором Института истории партии при ЦК КПУз.
В 1951 году Х. Т. Турсунов защитил кандидатскую диссертацию «Образование Узбекской Советской Социалистической Республики», в 1963 году — докторскую диссертацию «Восстание 1916 года в Средней Азии и Казахстане». В 1963 году он был утверждён в звании профессора, в 1973 году избран членом-корреспондентом, а в 1984 году — академик АН УзССР.
Скончался 12 мая 1987 года.